# Comercio global de residuos
El comercio global de residuos consiste en intercambio internacional de desechos entre países para su posterior tratamiento, eliminación o reciclaje. Los residuos tóxicos o peligrosos suelen ser importados por países en desarrollo desde países desarrollados.
El informe del Banco Mundial titulado What a Waste: A Global Review of Solid Waste Management describe la cantidad de residuos sólidos generados en un país determinado. Específicamente, los países que producen más residuos sólidos tienden a ser los más desarrollados económicamente y más industrializados. El informe señala que, en general, cuanto mayor es el desarrollo económico y la tasa de urbanización, mayor es la cantidad de residuos sólidos producidos. Por lo tanto, los países del Norte Global, que son más desarrollados económicamente y están más urbanizados, generan más residuos sólidos que los países del Sur Global.
Los flujos actuales del comercio internacional de residuos siguen un patrón en el que los residuos se producen en el Norte Global y se exportan para ser eliminados en el Sur Global. Diversos factores determinan qué países generan residuos y en qué cantidad, incluyendo su ubicación geográfica, grado de industrialización y nivel de integración en la economía global.

Numerosos académicos e investigadores han vinculado el aumento drástico del comercio de residuos y sus impactos negativos con las políticas económicas neoliberales. Con la transición económica en la década de 1980 hacia políticas neoliberales, el mercado libre ha facilitado el incremento del comercio global de residuos. Henry Giroux, catedrático de Estudios Culturales en la Universidad McMaster, define la política económica neoliberal de la siguiente manera:: 
"El neoliberalismo, elimina la economía y los mercados del discurso sobre obligaciones sociales y costos sociales. Como política y proyecto político, el neoliberalismo está comprometido con la privatización de los servicios públicos, la venta de funciones estatales, la desregulación de las finanzas y el trabajo, la eliminación del estado de bienestar y los sindicatos, la liberalización del comercio de bienes e inversiones de capital y la mercantilización y comodificación de la sociedad."
 Bajo esta plataforma económica de privatización, el neoliberalismo se basa en expandir acuerdos de libre comercio y establecer fronteras abiertas a los mercados internacionales. La liberalización del comercio, una política económica neoliberal en la que el comercio se desregula completamente, eliminando aranceles, cuotas y otras restricciones, busca fomentar las economías de los países en desarrollo e integrarlos a la economía global. Sin embargo, críticos argumentan que, aunque el libre mercado fue hecho para ayudar a que los países sean exitosos económicamente, las consecuencias de estas políticas han sido devastadoras para los países del Sur Global, debilitando sus economías y sometiéndolas al servicio del Norte Global. Incluso organismos como el Fondo Monetario Internacional reconocen que “el progreso de la integración ha sido desigual en las últimas décadas”.
En particular, los países en desarrollo han sido objetivo de políticas de liberalización comercial para importar residuos como medio de expansión económica. La política económica neoliberal sostiene que la forma de integrarse a la economía global es participar en la liberalización del comercio e intercambiar en los mercados internacionales. Quienes promueven esta idea afirman que los países más pequeños con menos infraestructura, riqueza y capacidad de manufactura, deberían aceptar residuos peligrosos como una vía para aumentar sus ganancias y estimular sus economías.

## Debate actual sobre el comercio global de residuos

### Argumentos a favor
Los defensores actuales del comercio global de residuos argumentan que importar residuos es una transacción económica que puede beneficiar a países con poco que ofrecer a la economía global. Países que no tienen la capacidad de producción para fabricar productos de alta calidad pueden importar residuos para estimular su economía.
Lawrence Summers, expresidente de la Universidad de Harvard y economista jefe del Banco Mundial, emitió un memorando confidencial en 1991 defendiendo el comercio global de residuos. El memorando afirmaba:
"Creo que la lógica económica de descargar una carga de residuos tóxicos en el país con los salarios más bajos es impecable y deberíamos aceptarlo. Siempre he pensado que los países de África están enormemente subcontaminados; la calidad de su aire probablemente es ineficientemente baja en comparación con Los Ángeles. Solo entre tú y yo, ¿no debería el Banco Mundial fomentar más la migración de las industrias sucias a los países menos desarrollados?"
Esta postura, motivada principalmente por consideraciones económicas y ganancias financieras, representa el argumento principal a favor del comercio global de residuos. El Cato Institute publicó un artículo apoyando esta práctica, sugiriendo que hay poca evidencia de que los residuos peligrosos que a menudo son cancerígenos crónicos,aumenten las tasas de mortalidad en los países en desarrollo. Ampliando este punto, el artículo sostiene que las personas en los países en desarrollo aceptarían racionalmente una mayor exposición a contaminantes peligrosos a cambio de oportunidades para aumentar su productividad y por ende, sus ingresos.
En general, el argumento a favor del comercio global de residuos se basa en la percepción de que los países en desarrollo necesitan avanzar en su desarrollo económico. Sus defensores sugieren que, al participar en este comercio, los países del Sur Global expandirán sus economías y aumentarán sus beneficios.

### Críticas
Los críticos del comercio global de residuos alegan que la falta de regulación y las políticas erróneas han provocado que los países en desarrollo se conviertan en vertederos tóxicos de residuos peligrosos. La cantidad creciente de residuos peligrosos enviados a estos países incrementa el riesgo desproporcionado que enfrentan sus habitantes. Estos críticos destacan la enorme cantidad de residuos peligrosos con los que deben lidiar las personas en países más pobres, señalando que la mayoría de estos residuos son producidos por países occidentales (Estados Unidos y Europa), mientras que quienes sufren las consecuencias negativas para la salud son habitantes de países pobres que no generaron dichos residuos.
Peter Newell, profesor de Estudios del Desarrollo, argumenta que la desigualdad ambiental refuerza y al mismo tiempo refleja otras formas de jerarquía y explotación basadas en la clase, la raza y el género. Además, sostiene que los efectos perjudiciales del comercio de residuos afectan más a las personas desfavorecidas y que las consecuencias de verter residuos peligrosos tienen un impacto significativo especialmente en personas de color, mujeres y personas de bajos ingresos.

Criticando el comercio global de residuos por reproducir la desigualdad a escala mundial, muchos activistas, organizadores y ambientalistas de regiones afectadas en el Sur Global han expresado su descontento con las políticas de este comercio. Evo Morales, expresidente de Bolivia, argumenta en contra del sistema económico actual que fuerza la explotación de su país y su pueblo. Él afirma: 
"Si queremos salvar el planeta Tierra, salvar la vida y la humanidad, tenemos el deber de poner fin al sistema capitalista. A menos que acabemos con el sistema capitalista, es imposible imaginar que habrá igualdad y justicia en este planeta, por eso creo que es importante poner fin a la explotación de los seres humanos y al saqueo de los recursos naturales, las guerras destructivas por mercados y materias primas, al expolio de la energía, especialmente los combustibles fósiles, al consumo excesivo de bienes y a la acumulación de residuos. El sistema capitalista solo nos permite acumular desperdicios".
 Jean Francois Kouadio, un nativo africano que vive cerca de un vertedero tóxico en Costa de Marfil, relata su experiencia con los efectos de las sustancias tóxicas que persisten en su comunidad. Con grandes corporaciones occidentales descargando sus residuos tóxicos en Costa de Marfil, Kouadio perdió a dos hijos por los efectos de estos residuos, describe la pérdida de su segunda hija, Ama Grace, y como los médicos afirmaron que la causa había sido la glicemia aguda provocada por los residuos tóxicos. Además de las críticas desde el Sur Global, investigadores y académicos de Occidente han comenzado a cuestionar la distribución desigual de los efectos negativos causados por estos vertidos de residuos peligrosos. Dorceta Taylor, profesora de la Universidad de Michigan, argumenta la manera en que las mujeres de color en Estados Unidos se ven desproporcionadamente afectadas por estas políticas: 
"Las mujeres de color han estado a la vanguardia de la lucha por visibilizar los problemas que devastan a las comunidades minoritarias: problemas como la eliminación de residuos peligrosos; la exposición a toxinas, entre otros. Sus comunidades, algunos de los entornos más degradados, son depósitos de los productos de desecho de la producción capitalista y el consumo excesivo. Como resultado, han estado en la vanguardia de la lucha por la justicia ambiental; son las fundadoras de grupos ambientales, activistas de base, investigadoras, organizadoras de conferencias, líderes de talleres, lobistas y organizadoras de campañas y comunidades".
T.V. Reed, profesor de Inglés y Estudios Americanos en la Universidad Estatal de Washington, sostiene que la correlación entre el colonialismo histórico y el colonialismo tóxico se basa en la percepción de las tierras indígenas como "desperdicio". Argumenta que las culturas occidentales han considerado las tierras indígenas como "subdesarrolladas" y "vacías", por lo tanto, las personas que las habitan son menos "civilizadas". Utilizando las premisas históricas del colonialismo, el colonialismo tóxico reproduce estos mismos argumentos al definir las tierras del Sur Global como prescindibles para los residuos occidentales.

#### Colonialismo tóxico
El colonialismo tóxico, definido como el proceso por el cual los estados subdesarrollados se utilizan como alternativas baratas para la exportación o eliminación de la contaminación por residuos peligrosos por parte de estados desarrollados, es la crítica central contra el comercio global de residuos. Este colonialismo representa la política neocolonial que continúa manteniendo la desigualdad global hoy en día a través de sistemas comerciales injustos. El término "colonialismo" se utiliza porque las características del colonialismo que involucran dependencia económica, explotación laboral y cultural están íntimamente asociadas con el nuevo ámbito del colonialismo tóxico de residuos.

## Residuos electrónicos
Los residuos electrónicos, también conocidos como e-waste, se refieren a dispositivos eléctricos o electrónicos desechados. El rápido aumento de residuos electrónicos en todo el mundo ha resultado de avances tecnológicos acelerados, cambios en los medios (cintas, software, MP3), la caída de precios y la obsolescencia planificada. Se estima que se producen 50 millones de toneladas de e-waste cada año, la mayoría proveniente de Estados Unidos y Europa. Gran parte de estos residuos electrónicos se envía a países en desarrollo en Asia y África para ser procesados y reciclados.
Diversos estudios han investigado los efectos ambientales y de salud de estos e-waste en las personas que viven y trabajan cerca de los vertederos de residuos electrónicos. Los metales pesados, toxinas y productos químicos presentes en estos residuos se filtran hacia los cuerpos de agua y las aguas subterráneas circundantes, intoxicando a la población local. Las personas que trabajan en estos vertederos, los niños locales que buscan artículos para vender y las comunidades cercanas están expuestos a estas toxinas mortales.
Una ciudad que sufre las consecuencias negativas del comercio de residuos peligrosos es Guiyu, China, que ha sido llamada el vertedero de residuos electrónicos del mundo. Podría ser el mayor vertedero de e-waste a nivel global, con trabajadores desmantelando más de 1.5 millones de libras de computadoras, teléfonos celulares y otros dispositivos electrónicos desechados por año.

## Cenizas de incineración
Las cenizas de incineración son las producidas cuando los incineradores queman residuos para eliminarlos. Este proceso tiene numerosos efectos contaminantes que incluyen, si no se controla en una planta moderna de Waste to Energy, la posible liberación de varios metales peligrosos en el lixiviado (agua que ha filtrado a través de las cenizas). En Norteamérica, gracias a los controles medioambientales de las plantas, el lixiviado de cenizas de Waste to Energy ha resultado repetidamente no tóxico en decenas de plantas de tratamiento de residuos y durante muchos años. 

### Incidente delKhian Sea
Un ejemplo de cenizas de incineración vertidas desde el Norte Global al Sur Global en un intercambio comercial injusto es el incidente de eliminación de residuos del Khian Sea. Transportando 14 000 toneladas de cenizas de un incinerador en Filadelfia, el barco de carga Khian Sea debía deshacerse de sus residuos, sin embargo, tras ser rechazado por la República Dominicana, Panamá, Honduras, Bermudas, Guinea Bissau y las Antillas Neerlandesas, la tripulación finalmente descargó una parte de las cenizas cerca de Haití. Después de cambiar el nombre del barco dos veces para ocultar su identidad original, Senegal, Marruecos, Yemen, Sri Lanka y Singapur aún prohibieron la entrada del barco. Tras rechazos consistentes, se cree que las cenizas fueron eliminadas en los océanos Atlántico e Índico. A raíz de este desastre en la gestión de residuos peligrosos, el gobierno haitiano prohibió todas las importaciones de residuos y lideró un movimiento para reconocer las consecuencias desastrosas de este comercio global. Basado en el incidente del Khian Sea y eventos similares, se redactó el Convenio de Basilea para resistir lo que los países en desarrollo conocen como "colonialismo tóxico". Estuvo abierto para firmas en marzo de 1989 y entró en vigor en mayo de 1992. Estados Unidos ha firmado el tratado, pero aún no lo ha ratificado.

## Residuos químicos
Los residuos químicos son los desechos excedentes e inutilizables de productos químicos peligrosos, producidos principalmente por grandes fábricas. Son extremadamente difíciles y costosos de eliminar. Representan numerosos problemas y riesgos para la salud al exponerse a ellos y deben ser tratados cuidadosamente en instalaciones especializadas de procesamiento de residuos tóxicos.

### Italia vertiendo productos químicos peligrosos en Nigeria
Un ejemplo de residuos químicos exportados desde el Norte Global al Sur Global fue el caso de un empresario italiano que buscaba evitar las regulaciones económicas europeas. Se alega que exportó 4 000 toneladas de residuos tóxicos, conteniendo 150 toneladas de bifenilos policlorados, el empresario italiano ganó 4,3 millones de dólares al enviar estos residuos peligrosos a Nigeria. La Fordham Environmental Law Review publicó un artículo explicando en detalle los impactos de los residuos tóxicos impuestos en Nigeria: 
"Etiquetando erróneamente la basura como fertilizantes, la empresa italiana engañó a un trabajador maderero jubilado/analfabeto para que aceptara almacenar el veneno en su patio trasero en el puerto fluvial nigeriano de Koko por tan solo 100 dólares al mes. Estos productos químicos tóxicos quedaron expuestos al sol ardiente y a los niños que jugaban cerca. Se filtraron al sistema de agua de Koko, resultando en la muerte de diecinueve aldeanos que comieron arroz contaminado de una granja cercana".
 Este es solo un ejemplo de cómo el flujo comercial tradicional desde los países occidentales desarrollados ha impactado severa, injusta y desproporcionadamente a los países en desarrollo del Sur Global.

### Desguace de barcos en Asia

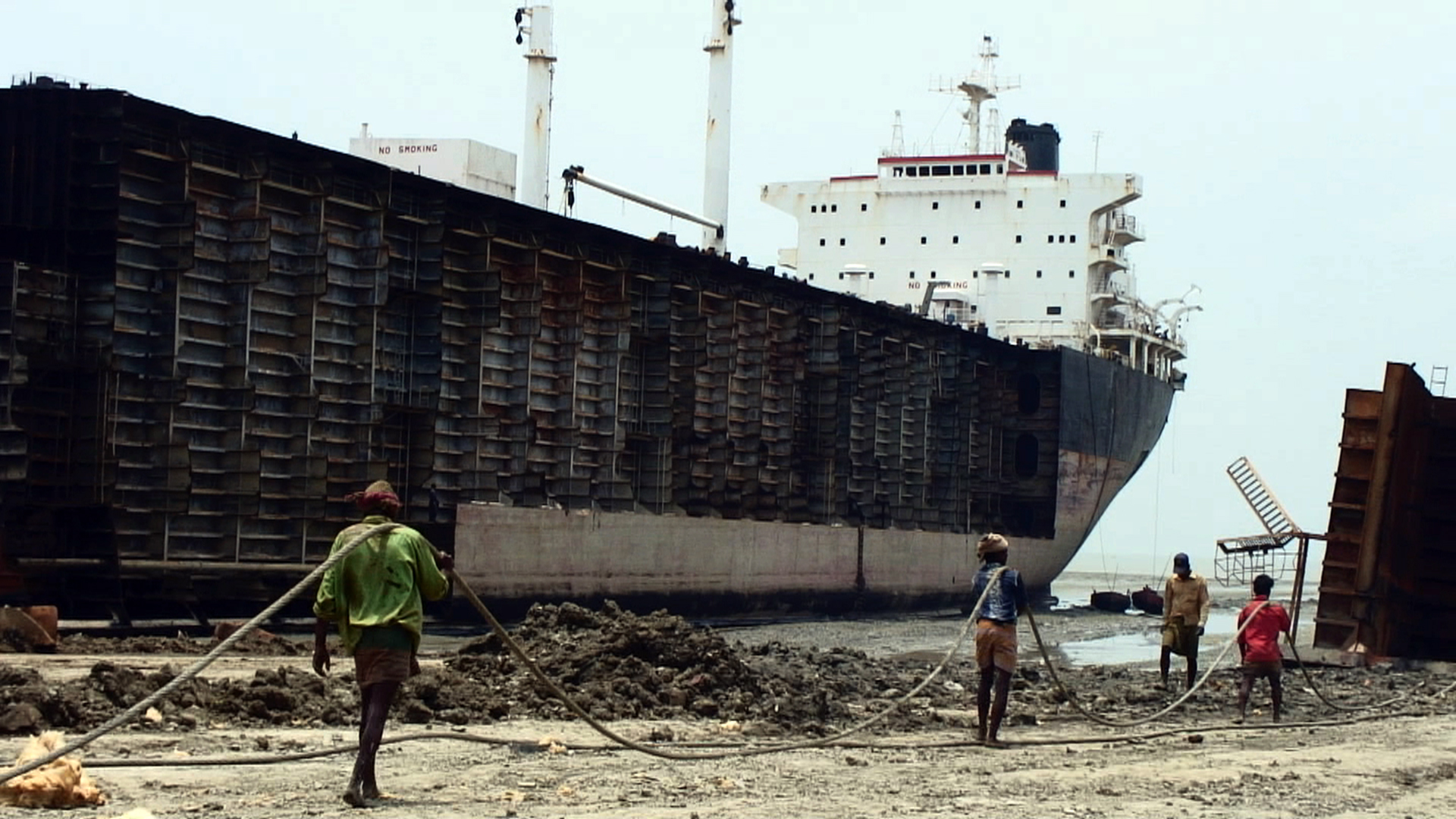
Desguace de barcos en Chittagong (Bangladés).

Otro peligro para los países en desarrollo es el creciente problema del desguace de barcos, que ocurre principalmente en Asia. Los países industrializados que buscan retirar embarcaciones usadas encuentran más económico enviar estos barcos a Asia para su desmantelamiento. China y Bangladés son vistos como los dos centros principales de desguace de barcos en Asia. Uno de los principales problemas radica en que estos barcos, ahora demasiado viejos para continuar, fueron construidos en una época con menos regulaciones ambientales. En una hoja informativa ambiental, los investigadores demuestran el inmenso impacto que este nuevo sector de comercio tóxico tiene en los trabajadores y el medio ambiente. Por un lado, los barcos más antiguos contienen sustancias dañinas para la salud como amianto, óxido de plomo, cromatos de zinc, mercurio, arsénico y tributilestaño, además, los trabajadores de desguace en China y otros países en desarrollo tradicionalmente carecen de equipos adecuados o protección cuando manejan estas sustancias tóxicas.

## Residuos plásticos
El comercio de residuos plásticos se ha identificado como la principal causa de la contaminación marina. A menudo, los países que importan residuos plásticos carecen de capacidad para procesar todo el material. Por ello, las Naciones Unidas restringen el comercio de estos residuos a menos que se cumplan ciertos criterios.

## Impacto
El comercio global de residuos ha tenido efectos negativos para muchas personas, particularmente en naciones más pobres y en desarrollo. Estos países no suelen disponer de procesos o instalaciones de reciclaje seguros y los residuos tóxicos se procesan con las manos desnudas. A menudo, estos residuos no se eliminan ni tratan adecuadamente, lo que lleva a la contaminación del entorno y resulta en enfermedades y muertes en personas y animales. Muchas personas han experimentado enfermedades o la muerte debido a la forma insegura en que se manejan estos residuos peligrosos.

### Efectos sobre el medio ambiente
El comercio de residuos peligrosos tiene efectos desastrosos sobre el medio ambiente y los ecosistemas naturales. Varios estudios exploran como las concentraciones de contaminantes orgánicos persistentes han envenenado las zonas situadas alrededor de los vertederos, provocando la muerte de numerosas aves, peces y otros animales salvajes. Hay concentraciones de metales pesados químicos en el aire, el agua, el suelo y los sedimentos en y alrededor de estas áreas de vertido tóxico, los niveles de concentración de metales pesados en estas zonas son extremadamente altos y tóxicos.

### Implicaciones para la salud humana
El comercio de residuos peligrosos tiene efectos gravemente dañinos para la salud humana. Las personas que viven en países en desarrollo pueden ser más vulnerables a los efectos peligrosos de este comercio y están particularmente en riesgo de desarrollar problemas de salud. Los métodos de eliminación de estos residuos tóxicos en los países en desarrollo exponen a la población general (incluyendo a las futuras generaciones) a químicos altamente tóxicos. Estos residuos tóxicos a menudo se eliminan en vertederos abiertos, se queman en incineradores o se procesan de otras maneras peligrosas. Los trabajadores usan poca o ninguna protección cuando procesan estos químicos tóxicos y están expuestos a estas toxinas a través del contacto directo, la inhalación, el contacto con suelo y polvo, así como la ingesta oral de alimentos y agua potable contaminados localmente. Los problemas de salud resultantes de estos residuos peligrosos afectan a los humanos causando cánceres, diabetes, alteraciones en los equilibrios neuroquímicos, disrupciones hormonales por disruptores endocrinos, alteraciones en la piel, neurotoxicidad, daño renal, daño hepático, enfermedad ósea, enfisema, ototoxicidad, daño reproductivo y muchas otras enfermedades fatales. La eliminación inadecuada de estos residuos peligrosos crea problemas de salud graves y representa un serio riesgo para la salud pública.

### En política
El 24 de abril de 2018, el presidente Rodrigo Duterte de Filipinas amenazó con declarar la guerra si Canadá no lograba nuevamente recuperar las 64 toneladas de basura que habían etiquetado erróneamente como reciclables. Dichos cargamentos de basura provenientes de Canadá fueron enviados por una empresa privada que reciclaba material plástico en 2016. Duterte ya es conocido por comentarios contundentes y un comportamiento agresivo. Durante la Cumbre de la ASEAN (Asociación de Naciones del Sudeste Asiático) organizada en Manila (Filipinas) el primer ministro Justin Trudeau asistió y fue cuestionado controversialmente sobre qué acciones podían tomar para resolver este problema, Trudeau prometió que repatriarían la basura canadiense de Filipinas, pero dos años después, el compromiso no se cumplió. Duterte dio al gobierno canadiense hasta el 30 de mayo o la Corte Suprema del gobierno filipino escalaría el caso al Tribunal Internacional de Justicia. Esto también se conoce como la guerra de residuos entre Filipinas y Canadá.
Un mes después, Malasia se convirtió en la segunda nación asiática en escalar el comercio ilegal de basura desde Canadá, Reino Unido, Japón y Estados Unidos. Según la ministra de Medio Ambiente de Malasia, Yeo Bee Yin, emitió una declaración contundente afirmando que los malayos no aceptarán basura de países desarrollados porque esto va en contra de los derechos humanos de Malasia.
China también restringe las importaciones de basura de países desarrollados y ahora naciones asiáticas como Tailandia, Indonesia, Vietnam y Myanmar se han convertido en los nuevos vertederos de los países desarrollados, lo cual es considerado poco ético.

## Respuestas internacionales a los problemas del comercio global de residuos
Ha habido diversas respuestas internacionales a los problemas asociados con el comercio global de residuos y múltiples intentos de regularlo durante más de treinta años. El comercio de residuos peligrosos ha demostrado ser difícil de regular debido a la gran cantidad de residuos comerciados y a que las leyes suelen ser difíciles de hacer cumplir. Además, a menudo existen grandes lagunas en estos acuerdos internacionales que permiten a países y corporaciones desechar residuos peligrosos de maneras insegura. El intento más notable de regular el comercio de residuos peligrosos ha sido el Convenio de Basilea.

### Tratados internacionales y leyes comerciales relevantes

#### Convenio de Basilea
El Convenio de Basilea sobre el Control de los Movimientos Transfronterizos de Desechos Peligrosos y su Eliminación, conocido comúnmente como el Convenio de Basilea, es un tratado internacional que desempeña un papel fundamental en la regulación de los movimientos transnacionales de residuos peligrosos. El Convenio de Basilea se creó en 1989 con el objetivo de regular el comercio de residuos peligrosos y prevenir el vertido de estos desde países más desarrollados hacia países menos desarrollados. El mismo surgió a raíz de una serie de casos de alto perfil en los que se vertieron grandes cantidades de residuos tóxicos en países menos desarrollados, envenenando a las personas y al medio ambiente. El Convenio busca reducir la generación de residuos peligrosos y controlar y reducir su comercio a través de las fronteras.
El Convenio estuvo abierto para firmas desde el 22 de marzo de 1989 hasta el 5 de mayo de 1992, fecha en la que entró oficialmente en vigencia. Hasta mayo de 2014, 180 estados y la Unión Europea son partes del Convenio. Haití y Estados Unidos han firmado el Convenio pero no lo han ratificado.

#### ENFORCE
La Red Ambiental para Optimizar el Cumplimiento Regulatorio sobre el Tráfico Ilegal (ENFORCE) es una agencia compuesta por expertos relevantes para promover el cumplimiento del Convenio de Basilea. Es un organismo internacional creado para tratar los problemas transfronterizos relacionados con el comercio internacional de residuos peligrosos. Dado que esta práctica comercial transnacional afecta a muchos países y cruza muchas fronteras, ha sido importante contar con una organización multinacional y multilateral que supervise estos asuntos. Los miembros de esta incluyen un representante de cada una de las cinco regiones de las Naciones Unidas que son partes del Convenio, así como cinco representantes de los centros regionales y coordinadores del Convenio de Basilea, basados en una representación geográfica equitativa. Miembros de organizaciones como el Programa de las Naciones Unidas para el Medio Ambiente, la Organización Internacional de Policía Criminal, Organizaciones No Gubernamentales que trabajan para prevenir y detener el tráfico ilegal como la Basel Action Network y muchas otras organizaciones también son elegibles para convertirse en miembros de ENFORCE.

#### Protocolo sobre Responsabilidad y Compensación
En 1999, el Convenio de Basilea aprobó el Protocolo sobre Responsabilidad y Compensación, cuyo objetivo era mejorar las medidas regulatorias y proteger mejor a las personas de los residuos peligrosos. Éste intenta asignar procedimientos de responsabilidad adecuados cuando los movimientos transfronterizos de residuos peligrosos resulten en daños a la salud humana y al medio ambiente. El Protocolo impone responsabilidad estricta por daños en situaciones que involucren a Partes del Convenio de Basilea, pero solo mientras mantengan el control de los residuos peligrosos a través de sus respectivas entidades de notificación, transporte o eliminación. Busca regular y asegurar el cumplimiento de las leyes del Convenio de Basilea por parte de países y corporaciones. Sin embargo, este Protocolo sigue sin ser firmado por la mayoría de los países, por lo que su aplicabilidad es limitada.

#### Convención de Lomé IV y Acuerdo de Cotonú
En un esfuerzo por protegerse contra el vertido injusto de residuos peligrosos, los Estados de África, el Caribe y el Pacífico (ACP) firmaron la Convención de Lomé IV, que es un complemento al Convenio de Basilea y prohíbe la exportación de residuos peligrosos desde la Comunidad Europea a los Estados ACP. Esta Convención es un intento de los países en desarrollo por protegerse de los países occidentales que exportan sus residuos a naciones más pobres a través del comercio de residuos peligrosos. Cuando la Convención de Lomé IV expiró en el año 2000, los países ACP y los países europeos firmaron un nuevo acuerdo conocido como el Acuerdo de Cotonú, que reconoce la existencia de riesgos desproporcionados en los países en desarrollo y desea proteger contra envíos inapropiados de residuos peligrosos a estos países.

#### Convención de Bamako
En 1991, varios países en desarrollo de África se reunieron para discutir su insatisfacción con la regulación del Convenio de Basilea sobre la eliminación de residuos peligrosos en sus países y diseñaron una prohibición sobre la importación de dichos residuos, a la que llamaron la Convención de Bamako. La Convención de Bamako difiere del Convenio de Basilea en que Bamako prohíbe esencialmente la importación de todos los residuos peligrosos generados fuera de la Organización de la Unidad Africana para su eliminación o reciclaje y considera cualquier importación de una parte no firmante como un acto ilegal. Sin embargo, estos países no pudieron implementar efectivamente las estipulaciones de la Convención y no pudieron prevenir el vertido de residuos tóxicos debido a recursos limitados y una falta de aplicación poderosa. Por lo tanto, la aplicación de la Convención de Bamako fue muy limitada.

### Críticas a estas respuestas
Laura Pratt, experta en el comercio de residuos peligrosos, afirma que a pesar de los intentos locales e internacionales de regular el comercio de residuos, los acuerdos internacionales actuales, tanto los generalizados y jurídicamente vinculantes como las agendas puntuales entre grupos más pequeños de países, no han tenido tanto éxito en la eliminación del colonialismo de residuos tóxicos como esperaban sus defensores. Explica que existen varias lagunas en el sistema actual que permiten que continúe el vertido de residuos tóxicos y que el colonialismo tóxico no sea controlado. Algunos de los problemas con estos acuerdos internacionales incluyen envíos ilegales continuos y definiciones poco claras de términos.

#### Envíos fraudulentos y ocultamientos
Pratt explica que a pesar de los intentos de regular el vertido ilegal, a menudo los residuos peligrosos simplemente se mueven bajo permisos falsos, sobornos, etiquetas inapropiadas o incluso bajo el pretexto de "reciclaje", que es una tendencia en crecimiento. Las empresas a menudo exportan sus residuos peligrosos a países más pobres a través de contrabando ilegal. Agencias internacionales han expresado preocupaciones sobre el vertido ilegal de residuos, pero los intentos de regular este mercado se han visto obstaculizados por la falta de capacidad para monitorear el comercio, ya que muchos países no cuentan con cuerpos legislativos autoritativos para prevenir o castigar el tráfico ilegal de residuos peligrosos. Además, Pratt explica que sin métodos internacionales coordinados para hacer cumplir las regulaciones, es extremadamente difícil para los países controlar el comercio ilegal de residuos peligrosos, debido a la disparidad entre los recursos de aplicación y la uniformidad de la regulación. Las naciones en desarrollo continúan soportando la mayor parte de esta actividad ilegal y a menudo no tienen los recursos ni la capacidad para protegerse.

#### Problemas con las definiciones legales
Otro problema con el Convenio de Basilea y otros acuerdos internacionales para regular el comercio de residuos es la dificultad de establecer definiciones claras y uniformes respecto a los residuos, estas definiciones excesivamente amplias y ambiguas causan problemas con los acuerdos internacionales, ya que las diferentes partes interpretan el lenguaje de los acuerdos de manera diferente y actúan en consecuencia. Por ejemplo, la falta de distinción entre "residuos" y "productos" en el convenio y sus criterios vagos para "peligroso" permitieron la exportación continua de "residuos peligrosos" bajo la etiqueta de mercancías o materias primas, a pesar de que estos residuos aún presentan riesgos ambientales y de salud para los países en desarrollo.